# Duché de Courlande
Pour les articles homonymes, voir Courlande (homonymie).
1561–1795
Entités précédentes :
- Confédération livonienne

Entités suivantes :
- Gouvernement de Courlande

Le duché de Courlande ou duché de Courlande et Sémigalie est une principauté territoriale héréditaire fondée en 1561 lors de la sécularisation de la Confédération livonienne au sein de l'État teutonique par son maître Gotthard Kettler. Le duc réorganise son État, le faisant régir par un droit directement inspiré du protestantisme.
État autonome sous la suzeraineté de la république des Deux Nations, le duché englobait les régions historiques de la Courlande (Kurzeme) et de la Sémigalie (Zemgale), qui font aujourd'hui partie de la Lettonie. Il a même été une petite puissance coloniale (Tobago, Île James). Annexé au cours du troisième partage de la Pologne en 1795, le territoire entre ensuite dans le gouvernement de Courlande, parfois improprement appelé province de Courlande, administrée par l'Empire russe.

## Histoire
La Courlande a connu des peuplements anciens baltes et finno-ougriens (Lives), restés fidèles au paganisme.
Au XIIe siècle, la région (comme toute la Livonie) connaît l’invasion de chevaliers chrétiens dans le but d’y instaurer la foi chrétienne. Son histoire se confond pendant trois siècles avec celle de la confédération de Livonie.
Entre 1637 et 1690, le duché de Courlande mène plusieurs expéditions pour coloniser l'île de Tobago.

## Géographie
La Courlande est alors bordée au nord-est par la Dvina occidentale (ou Daugava), la séparant des provinces de Latgale et de Livonie, au nord par le golfe de Riga, à l'ouest par la mer Baltique, et au sud par la Prusse-Orientale. Sa superficie est de 27 286 km2, dont 262 km2 de lacs. Son relief est bas et onduleux avec une côte plate et marécageuse. L'intérieur des terres est principalement constitué de dunes sablonneuses, couvertes de pins, sapins, bouleaux et chênes, le tout parsemé de lacs et de marais, avec parfois une bande de terres fertiles. Le point culminant est à 213 m au-dessus du niveau de la mer.
La plaine de Mitau divise le pays en deux, une partie occidentale fertile et peuplée, excepté le Nord, et une partie orientale, peu fertile, et quasiment déserte.
La Courlande est irriguée par une centaine de cours d'eau, dont seulement trois navigables, la Dvina occidentale (ou Daugava), le Lielupe et la Venta, qui se jettent tous dans la mer Baltique. La multitude de lacs et marais rend le climat humide et souvent brumeux. Le temps est changeant, avec des hivers très rigoureux. L'agriculture est la principale activité, avec la production de seigle, orge, blé, avoine, lin et pommes de terre. Un commerce régulier de graines de lin existe à partir du XVIe siècle à destination de pays du sud dont la Bretagne, exportatrice de toiles.

## Démographie
La population est de 619 154 habitants en 1870, 674 437 en 1897, dont 345 756 femmes et une estimation à 714 200 en 1906.
Elle se répartit alors en 79 % de Lettons, 8,75 % d'Allemands, 1,7 % de Russes, 1 % de Lituaniens, et 1 % de Polonais, avec 8 % de Juifs et quelques Lives (ou Livoniens).
Les villes principales étaient Mitau (Jelgava en letton, capitale du duché avec 35 011 habitants en 1897), Goldingen (Kuldīga, 9 733 hab.), Tuckum (Tukums, 7 542 hab.), Windau (Ventspils, 7 132 hab.), Talsen (Talsi, 6 215 hab.), Friedrichstadt (Jaunjelgava, 5 223 hab.), Hasenpoth (Aizpute, 3 338 hab.), Illuxt (Ilūkste, 2 340 hab.) et Grobin (Grobiņa, 1 489 hab.).

## Religion
La religion dominante est la religion protestante, 76 % de la population étant de confession luthérienne, le reste étant soit orthodoxe, soit catholique. La Réforme, arrivée en 1523 dans la région, n'a pas totalement supplanté le catholicisme comme en Prusse par exemple.

#### Œuvres romanesques
- Le Coup de grâce, roman de Marguerite Yourcenar (ainsi que le film du même nom) dont l'action retrace l'action des corps francs à la fin de la Première Guerre mondiale.
- Courlande, roman de Jean-Paul Kauffmann